# Airco DH.6
Airco DH.6 – brytyjski samolot szkolny i treningowy z okresu I wojny światowej.

## Historia
W związku z rozwojem lotnictwa zaszła potrzeba budowy prostego i taniego samolotu szkolnego służącego do szkolenia wstępnego pilotów, zwłaszcza dla lotnictwa wojskowego. W wytwórni lotniczej Aircraft Manufacturing Company Limited Geoffrey de Havilland opracował taki samolot, który otrzymał oznaczenie DH.6.
Prototyp był gotowy na początku 1917 roku i okazał się dobrym i prostym w obsłudze samolotem, świetnie nadającym się do szkolenia pilotów. Rozpoczęto więc jego produkcję w wytwórni Airco, ale w związku z dużym zapotrzebowaniem dla tego typu samolotu jego plany przekazano także do innych wytwórni: Grahame-White Aviation Co. Ltd., Kingsbury Aviation C. Ltd., Harland & Wolff Ltd., Morgan & Co., Savages Ltd., Ransome, Sims & Jefferies Ltd., Gloucestershire Aircraft Co. Ltd. i Canadian Aeroplanes Ltd., które rozpoczęły produkcję tych samolotów. Przy czym w produkowanych seryjnie samolotach zaczęto montować inne silniki niż w samolotach wytwórni Airco, co nieznacznie zmieniało ich parametry, ale nie powodowały istotnych zmian właściwości samolotu. Produkcję tę prowadzono także po zakończeniu I wojny światowej, już dla lotnictwa cywilnego. W wytwórniach brytyjskich zbudowano łącznie 2948 samolotów tego typu, w wytwórni Canadian Aeroplanes Ltd. zbudowano tylko jeden prototyp.
W 1921 roku sprzedano licencję na budowę tego samolotu do Hiszpanii, do wytwórni Hispano-Suiza, gdzie zbudowano 60 samolotów tego typu z silnikiem Hispano-Suiza 8 o mocy 141 KM.

## Użycie w lotnictwie
Samoloty DH.6 były używane do szkolenia pilotów w dywizjonach szkolnych, ośrodkach szkoleniowych lotnictwa brytyjskiego, dwóch dywizjonach szkolnych i ośrodku szkolnym lotnictwa australijskiego. Pod koniec 1917 roku przekazano ok. 300 samolotów do brytyjskiego lotnictwa marynarki wojennej, gdzie po przystosowaniu ich do lotów patrolowych nad morzem zostały przydzielone do 15 dywizjonów. Zajmowały się one patrolowaniem wód przybrzeżnych Wielkiej Brytanii i zwalczaniem niemieckich okrętów podwodnych. Samoloty te zostały wyposażone w karabin maszynowy Lewis kal. 7,7 mm umieszczony w tylnej kabinie oraz posiadały ładunek bomb o masie 45 kg.
Po zakończeniu I wojny światowej samoloty używane przez lotnictwo wojskowe, nadające się do dalszego użytkowania, zostały sprzedane osobom cywilnym lub przekazane dla lotnictwa cywilnego, w sumie sprzedano ok. 1000 samolotów. Latały one jeszcze do początków lat trzydziestych. Również samoloty posiadane przez Australię zostały sprzedane osobom prywatnym.
Samoloty DH.6 zbudowane w Hiszpanii były użytkowane w szkołach lotniczych do lat trzydziestych.

## Opis techniczny
Samolot DH.6 był dwupłatem o konstrukcji drewnianej, kratownicowej. W przedniej części kadłuba umieszczono silnik, były to silniki: R.A.F. 1A o mocy 91 KM, Curtiss OX-5 o mocy 91 KM lub Renualt o mocy 81 KM i wersji hiszpańskiej Hispano-Suiza 8 o mocy 141 KM. Za silnikiem umieszczono kabinę załogi, z przodu miejsce pilota – ucznia, z tyłu miejsce pilota – instruktora lub obserwatora, były też samoloty gdzie z tyłu były dwa miejsca. Podwozie było klasyczne stałe, z płozą ogonową.
Samolot nie był uzbrojony, choć samoloty przekazane dla lotnictwa marynarki wojennej zostały wyposażone w ruchomy karabin maszynowy Lewis kal. 7,7 mm umieszczony na stanowisku tylnym, przystosowano je również do przewozu bomb o masie 45 kg do zwalczania okrętów podwodnych.
|                     | R.A.F 1A trzymiejscowy | Curtis OX-5 dwumiejscowy | Renualt trzymiejscowy |
| ------------------- | ---------------------- | ------------------------ | --------------------- |
| Masa własna         | 757 kg                 | 698 kg                   | 616 kg                |
| Masa całkowita      | 1079 kg                | 874 kg                   | 862 kg                |
| Prędkość maksymalna | –                      | 120 km/h                 | –                     |
| Prędkość minimalna  | 72 km/h                | 64 km/h                  | 64 km/h               |
| Długotrwałość lotu  | 2 godz. 45 min         | 2 godz. 45 min           | 3 godz. 30 min        |